# AGM (モジュール)
AGM（ドイツ語: Artillerie-Geschütz-Modul、AGM）は、クラウス＝マッファイ・ヴェクマン社の開発した自律化砲モジュール。しばしば台車部分と同一視され、自走榴弾砲として扱われるが、AGM自体は砲塔部分のモジュールを指す。
旧来の砲撃から、C-RAM、ネットワーク化された戦場に至るまで様々な用途に対応するシステムとなっている他、車両の重量に依存するものの、空輸が可能な自走砲を構成することが可能である。

## 構造
標準的な構成は、52口径155mm榴弾砲を装備し、PzH2000と同様の電動の自動装填装置で装填、排莢を行う無人のシステムである。装甲は軽量アルミニウム装甲で、総弾数は30発であるが、装薬は145発相当を搭載可能である。搭載車両としては、重車両の中でも6x6、8x8の装輪車両と装軌車両が想定されて、搭載砲は39口径砲や105mm砲の使用も可能となっている。
デモンストレーターとして2台が製造され、2004年には最初の1台がMLRSの車体を使用して自走砲の形で公開された。この車両の自動装填装置は後付けであり、重量は22.5tとなった。これは、PzH2000の半分以下の重量で、A400Mによる輸送が可能となるサイズである。2006年には全ての機能を備えた2両目が生産され、これは、2名で操作可能であった。1,000発以上の発射テストを経た結果、2007年にはシステムの完成を見ている。
2008年にはジェネラル・ダイナミクス・ユーロピアン・ランドシステム（GDELS）と、ドナー（DONAR）と呼ばれる発展版の共同開発を開始している。